# 四氟化锔

四氟化锔是一种锔的氟化物，化学式 CmF4。其中锔的氧化态为 +4。由于所有锔的同位素都是人造的，它不存在于自然界。

## 制备
四氟化锔可以由氟气和三氟化锔反应而成：
{\displaystyle {\ce {2 CmF3 + F2 -> 2 CmF4}}}

## 性质
四氟化锔是一种棕色的离子化合物，由 Cm4+- 和F−离子组成。它是单斜晶系的，空间群 C2/c (No. 15)，晶格参数 a = 1250 pm、b = 1049 pm 和c = 818 pm 。它的晶体结构和四氟化铀一样。

## 扩展阅读
- Gregg J. Lumetta, Major C. Thompson, Robert A. Penneman, P. Gary Eller: Curium （页面存档备份，存于）, in: Lester R. Morss, Norman M. Edelstein, Jean Fuger (Hrsg.): The Chemistry of the Actinide and Transactinide Elements, Springer, Dordrecht 2006; ISBN 1-4020-3555-1, S. 1397–1443 (doi:10.1007/1-4020-3598-5_9).